# مریبل
مریبل (به فرانسوی: Méribel) یک روستا و پیست اسکی در فرانسه است که در Les Allues واقع شده‌است.